# Wenigerweiher
Der Wenigerweiher (alternative Schreibweise: Wenigerweier) ist ein künstlich angelegtes Staugewässer im Gemeindegebiet von St. Gallen in der Schweiz.
Der Staudamm des Wenigerweihers ist der älteste funktionstüchtige Damm in der Schweiz.

## Geografie
Der Wenigerweiher befindet sich im südöstlichen Gemeindegebiet von St. Gallen, zwischen St. Georgen und der angrenzenden Gemeinde Speicher. Nördlich des auf 838 m ü. M. gelegenen Sees liegt die Station «Schwarzer Bären» der Bahnstrecke Appenzell–St. Gallen–Trogen. Gespeist und durchflossen wird der Wenigerweiher von der Steinach, die auf ihrem weiteren Verlauf in den Bodensee mündet. Im Nordosten des Weihers befindet sich eine Insel.

## Geschichte
Ein natürliches Gewässer auf dem Gebiet des heutigen Sees entstand nach der letzten Kaltzeit als randglazialer See an einer Endmoräne. Er wurde im Lauf der Geschichte immer wieder durch Eingriffe des Menschen verändert.
Zu Beginn des 19. Jahrhunderts wurde das Wasser der Steinach benutzt, um ortsansässige Betriebe mit Energie zu versorgen. Der Kaufmann Michael Weniger gründete 1815 die Firma «Michael Weniger & Comp.», die mehrere Unternehmen der Textil- und Metallbranche unterhielt. Um die Energieversorgung seiner Betriebe auch in Trockenperioden zu gewährleisten, liess Weniger von 1821 bis 1823 den nach ihm benannten See errichten. Benachbarte Unternehmen, die das Wasser des Stausees ebenfalls nutzen wollten, hatten an Weniger einen Pachtzins zu entrichten. Der Weiher blieb nach dem Tod Wenigers im Jahr 1836 in Familienbesitz und wurde bis ins 20. Jahrhundert durch eine Stiftung verwaltet.
Im 20. Jahrhundert verlor der Wenigerweiher durch den Rückgang der Industrie sowie steigenden Naturschutzanforderungen seine wirtschaftliche Bedeutung. Er wurde finanziell unrentabel für die Stiftung, und Pläne zur Entleerung und Verfüllung des Sees wurden vorbereitet. Im Jahr 1974 wurde der Weiher abgelassen, was den Naturschutzverein Stadt St. Gallen und Umgebung alarmierte, da diese Massnahme kurz vor der Laichzeit der heimischen Amphibien durchgeführt wurde. Der Verein beantragte im Stadtparlament von St. Gallen die Unterschutzstellung des Sees. Gemeinsam mit den Eigentümern und der Stadt entwickelte der Naturschutzverein die «Schutzverordnung Wenigerweiher», die 1979 offiziell in Kraft trat. Der Wenigerweiher war das erste Naturschutzgebiet in der Stadt St. Gallen. Die Betreuung des Sees oblag ab diesem Zeitpunkt dem Naturschutzverein, Besitzer blieb die Stiftung Weniger.
Zu Beginn des 21. Jahrhunderts verkündeten die Besitzer, den Wenigerweiher zu verkaufen. Dem Naturschutzverein fehlte dafür das Geld, das Gewässer wurde daraufhin 2002 von der St. Gallischen Naturwissenschaftlichen Gesellschaft (NWG) erworben. Die NWG entwickelte und finanzierte Pläne zur ökologischen Aufwertung des Sees (Projekt «Wenigerweier plus»), realisierte die Projekte und führt auch den laufenden Unterhalt im Gebiet durch (siehe Homepage NWG). Im Jahr 2006 wurden am Wenigerweiher einige zusätzliche Amphibientümpel errichtet. 2011 eröffnete die NWG den Naturlehrpfad «Industrie- und Naturweg Wenigerweier – St. Georgen – Mülenenschlucht».

## Naturschutz
Der Wenigerweiher ist als Amphibienlaichgebiet nationaler Bedeutung unter der Objektnummer SG020 geschützt. Als besonders schützenswert sind die Vorkommen des in der Schweiz als «stark gefährdet» eingestuften Teichmolchs und der als «gefährdet» eingestuften Erdkröte angegeben, ausserdem beherbergt der Wenigerweiher eines der höchstgelegenen Wasserfroschvorkommen des Landes. Des Weiteren ist der See Laichgebiet für den Bergmolch, den Fadenmolch und den Grasfrosch. Vereinzelt treten auch Feuersalamander in Erscheinung. Die unmittelbar am Weiher verlaufende St. Georgenstrasse wird in der Zeit der Amphibienwanderung zeitweise für den Strassenverkehr gesperrt.